# Wardar

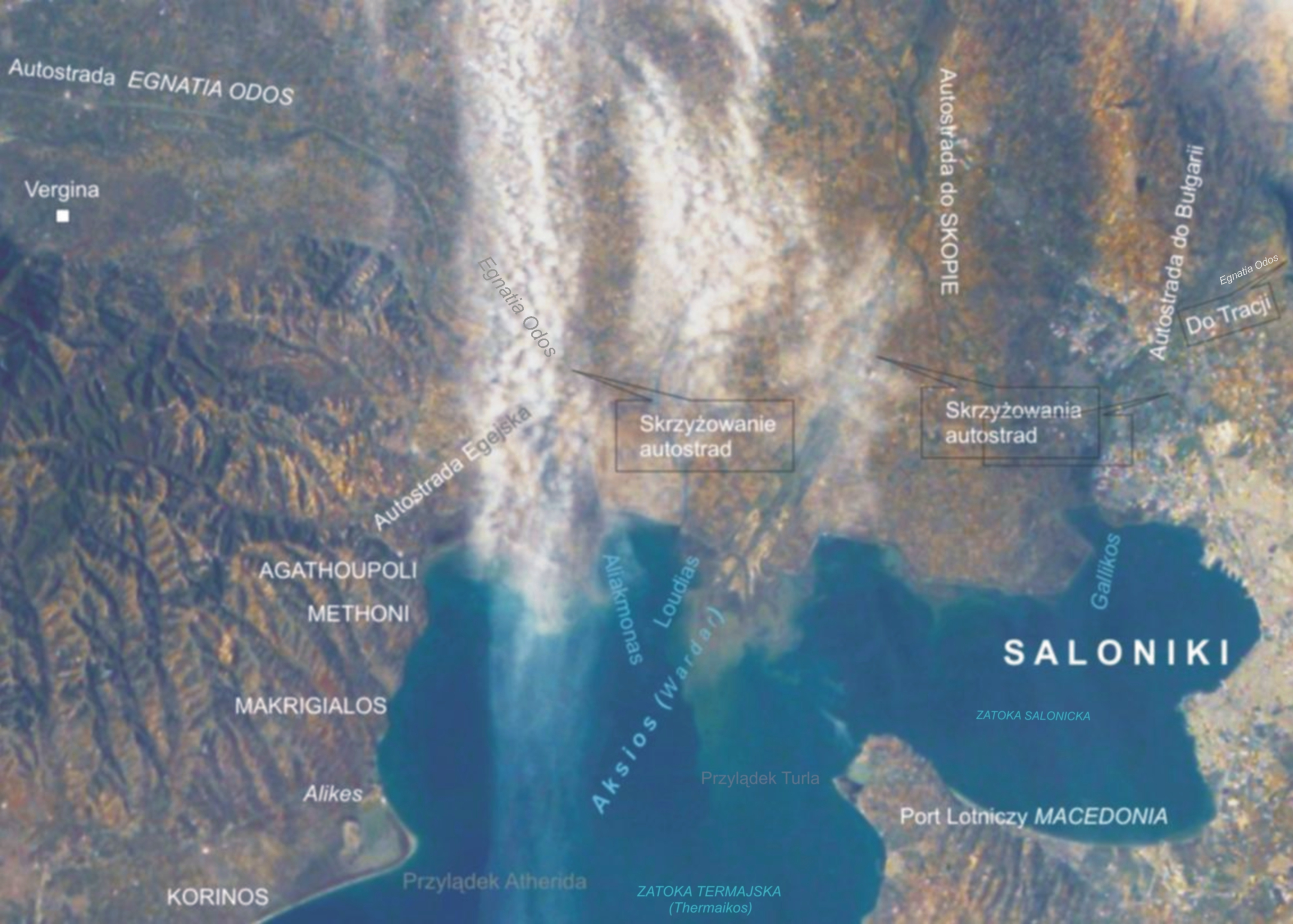
Zdjęcie satelitarne okolic delty Wardaru

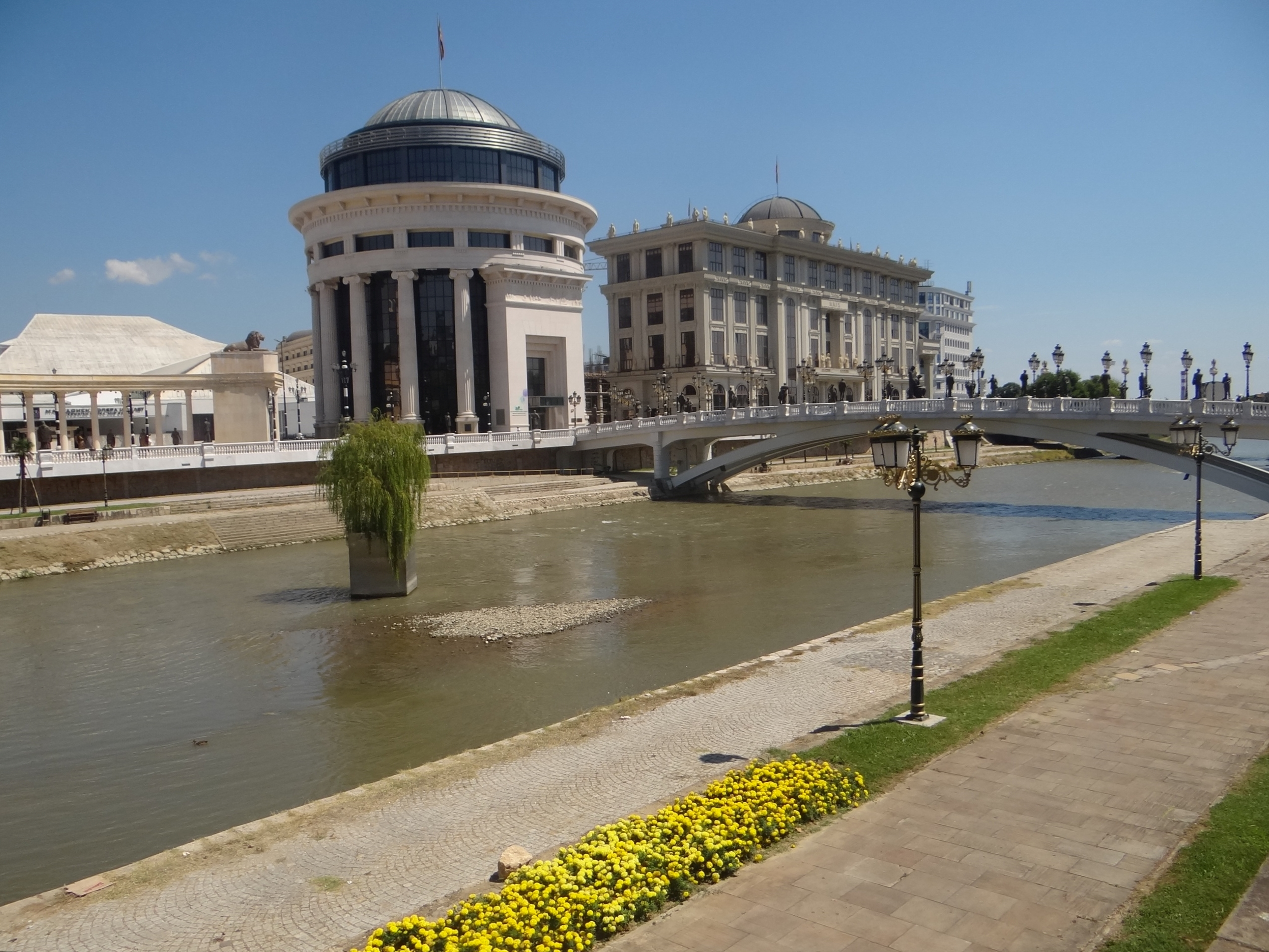
Wardar w Skopju

Wardar (mac. Вардар – Wardar, gr. Αξιός – Aksiós) – rzeka w Macedonii Północnej i regionie Macedonia północnej Grecji. Długość – 388 km (301 km w Macedonii Północnej, 87 km w Grecji), powierzchnia zlewni – 23 747 km² (20 535 km² w Macedonii Północnej, 3.212 km² w Grecji), średni przepływ – 135,96 m³/s (w Gewgeliji), głębokość rzeki sięga 4 metrów.

## Pochodzenie nazwy
Wardar to praindoeuropejski hydronim *sword(o)-wori-, znaczący „czarna woda”.
Grecka nazwa Αξιός, wywodzi się ze starogreckiego ἄξιος – wartościowy, cenny, gdyż w czasach Homera wodę tej rzeki uważano za najczystszą, najpiękniejszą, z wszystkich rzek świata.

## Bieg rzeki
Źródła Wardaru znajdują się na wysokości 683 m n.p.m. w paśmie górskim Szar Płanina, w zachodniej części Republiki Macedonii Północnej. Początkowo rzeka płynie na północ przez kotlinę Połog, później zatacza szeroki łuk tuż nad granicą z Serbią i zmienia kierunek na południowo-wschodni. Przepływa przez stolicę Republiki Macedonii Skopje i miasto Wełes. W okolicach macedońskiego miasta Gewgelija przekracza granicę grecką. Płynie dalej na południe, przez grecką, historyczną Macedonię, przez miasta Polikastro (Πολύκαστρο) i Aksiupoli (Αξιούπολη), by ujść do Zatoki Termajskiej Morza Egejskiego, kilkanaście kilometrów na zachód od Salonik. Delta (gr. Δέλτα Αξιού – 'Delta Aksiu'), powstała na wspólnym obszarze zalewowym, rzeki Wardar i greckich rzek Ludias (gr. Λουδίας ποταμός) i Aliakmon, stanowi obszar prawnie chronionej przyrody i ekoturystyki.

## Znaczenie dla Republiki Macedonii Północnej
Wardar przecina całą Republikę Macedonii Północnej w pół, jest jej największą i najdłuższą rzeką, a do jego zlewiska należy około 80% powierzchni kraju. Główne dopływy na obszarze Republiki Macedonii Północnej: Treska, Crna Reka (dopływ Wardaru) (prawe), Pczińa, Bregałnica (lewe). Szeroka dolina Wardaru stanowi ważny obszar przemysłowy i rolniczy kraju. Leży w niej większość dużych miast: Gostiwar, Tetowo, Skopje, Wełes, Negotino i Gewgelija. Łącznie w części doliny Wardaru, leżącej w Republice Macedonii Północnej, mieszka około miliona osób, czyli połowa mieszkańców tego kraju.

## Znaczenie dla greckiej Macedonii
Ujściowa część doliny Wardaru stanowi składową część największego i wysoko rozwiniętego obszaru rolniczego Grecji. Sieć irygacyjna, składa się tu z licznych cieków, kanałów, stacji pomp, zbiorników retencyjnych, naturalnych i technicznych, rozbudowywanych systematycznie od lat 20. XX w. Znaczna część zasobów tej sieci pochodzi z Wardaru. W bliskości Wardaru leży m.in. największe miasto całego geograficznego i historycznego obszaru Macedonii – Saloniki, a w bezpośrednim sąsiedztwie greckiego odcinka rzeki zamieszkuje ponad 1,3 mln, spośród 2,6 mln mieszkańców Greckiej Macedonii.

## Funkcja komunikacyjna
Rzeka jest spławna. Lądem, wzdłuż doliny Wardaru biegną linia kolejowa i autostrada Belgrad – Skopje – Saloniki. W dolnym biegu rzeki krzyżują się kolejne koleje i autostrady, w tym historyczna, rzymska droga Via Egnatia – dziś znana jako autostrada Egnatia Odos.

## Klimaty
Wardar należy do typu rzek śródziemnomorskich, płynie w klimacie podzwrotnikowym. W dolinie rzeki wieje zimny, północny wiatr zwany vardháris lub vardarac. Swoim cechami przypomina mistral wiejący w dolinie Rodanu we Francji.

## Aksios (Wardar) w mitach greckich
Z rzeką Aksios związanych jest wiele mitów. Aksios, piękna, czarna rzeka, z mnóstwem głębokich wirów, zakochać się miał w urodziwej Periwoji, córce Akessamenosa, króla pobliskiej Pierii. W górnym biegu rzeki mieszkać miało plemię Paionów, noszących nakrycia głów, wykonane z końskiego włosia. Towarzyszyć im miał syn Aksiosu (rzeki) – Pirachmis, którego pokonać miał Patroklos. Prócz Pirachmisa, Homer wskazuje też na Pelegonosa, nazywanego tak od rodzinnej miejscowości Pella, także syna Aksiosu, o czym wiemy z historii, opowiedzianej Achillesowi przez Asteropeiosa, także z rodu Aksiosa – rzeki. Wiele imion ludzi i bogów (m.in. z wyspy Samotraki), wiąże się jeszcze z Aksiosem, co zapewniać miało ich rodom obfitość i płodność.